# Tripolis

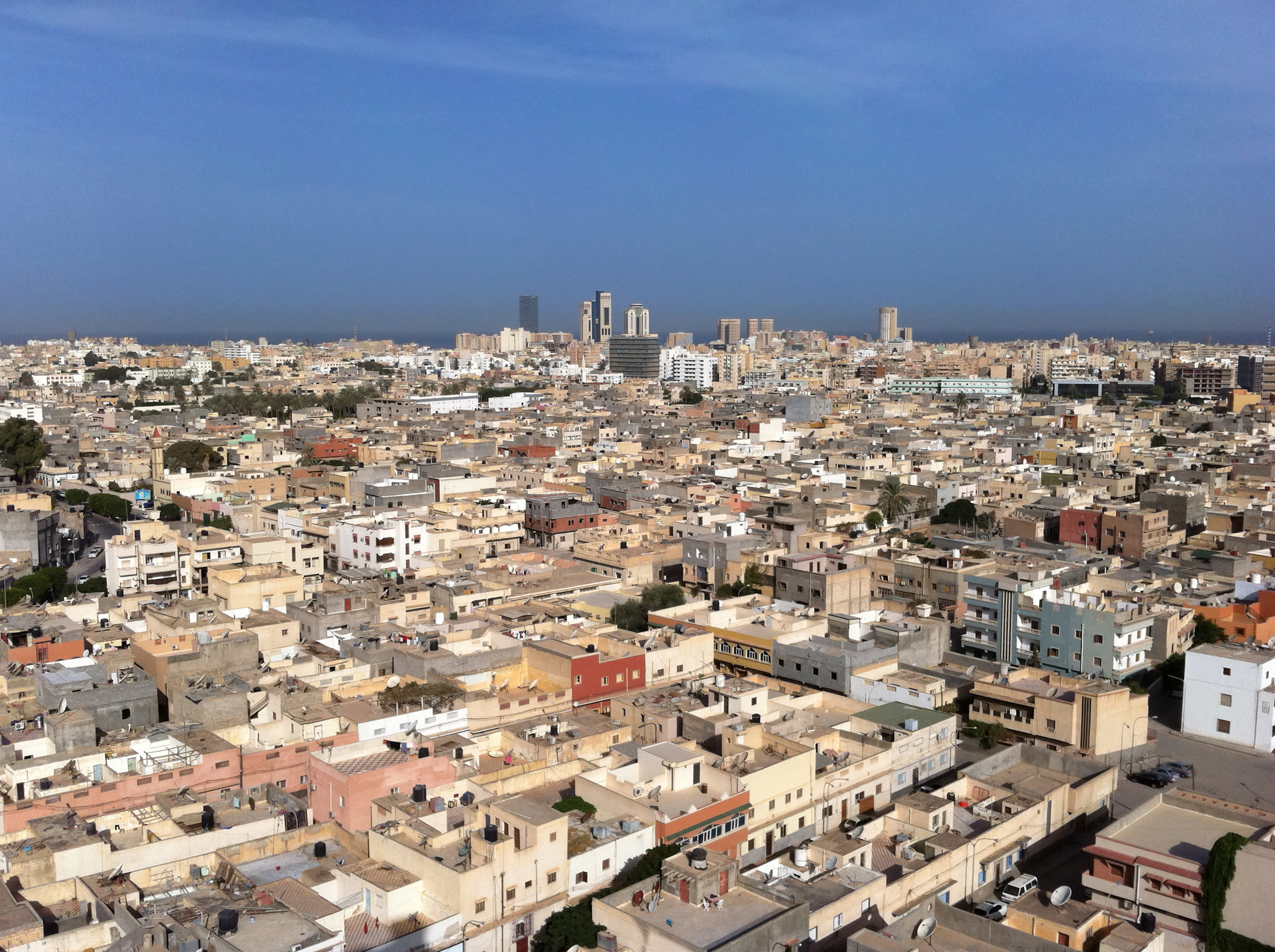
Skyline von Tripolis

Tripolis (arabisch طرابلس, DMG Ṭarābulus, tamazight ⵟⵔⴰⴱⵍⵙ Ṭrabls, griechisch Τρίπολις ‚drei Städte‘, lateinisch Oea, italienisch Tripoli) ist die Hauptstadt Libyens.
Tripolis ist der politische, wirtschaftliche und kulturelle Mittelpunkt sowie Verkehrsknotenpunkt des Landes. Zur Unterscheidung von der im Arabischen gleichlautenden libanesischen Stadt Tripoli wird Tripolis im Arabischen oft auch Tarābulus al-gharbiyya / طرابلس الغربية / ‚Westliches Tarabulus‘ genannt.

## Geographie
Die Stadt liegt im Nordwesten des Landes am Mittelmeer, durchschnittlich 84 Meter über dem Meeresspiegel. Das Stadtgebiet von rund 250 Quadratkilometern erstreckt sich etwa 40 km längs der Küste bei einer Bebauungstiefe von drei bis zehn Kilometer.

### Klima
Tripolis befindet sich in der subtropischen Klimazone. Die durchschnittliche Jahrestemperatur beträgt 20,5 Grad Celsius, die jährliche Niederschlagsmenge 334 Millimeter im Mittel.
Der wärmste Monat ist der August mit durchschnittlich 27,7 Grad Celsius, der kälteste der Januar mit 13,4 Grad Celsius.
Der meiste Niederschlag fällt im Monat Dezember mit 67,5 Millimetern im Mittel. Zwischen Juni und August fällt fast kein Niederschlag.
|                       | Jan  | Feb  | Mär  | Apr  | Mai  | Jun  | Jul  | Aug  | Sep  | Okt  | Nov  | Dez  |   |      |
| Mittl. Tagesmax. (°C) | 16,0 | 17,2 | 19,5 | 22,3 | 24,3 | 27,5 | 29,4 | 29,9 | 29,4 | 26,8 | 22,6 | 17,9 | ⌀ | 23,6 |
| Mittl. Tagesmin. (°C) | 8,4  | 9,4  | 11,3 | 13,8 | 16,3 | 19,7 | 21,8 | 22,4 | 21,6 | 18,6 | 14,1 | 9,8  | ⌀ | 15,6 |
|                       |      |      |      |      |      |      |      |      |      |      |      |      |   |      |
| Niederschlag (mm)     | 73   | 42   | 24   | 11   | 5    | 1    | 0    | 1    | 10   | 37   | 65   | 94   | Σ | 363  |
|                       |      |      |      |      |      |      |      |      |      |      |      |      |   |      |
| Sonnenstunden (h/d)   | 5,3  | 6,2  | 6,4  | 7,8  | 8,5  | 9,6  | 11,2 | 10,7 | 8,4  | 6,6  | 5,4  | 4,7  | ⌀ | 7,6  |
|                       |      |      |      |      |      |      |      |      |      |      |      |      |   |      |
| Wassertemperatur (°C) | 16   | 15   | 17   | 18   | 19   | 22   | 25   | 28   | 26   | 23   | 20   | 17   | ⌀ | 20,5 |
|                       |      |      |      |      |      |      |      |      |      |      |      |      |   |      |
| Luftfeuchtigkeit (%)  | 65   | 64   | 64   | 63   | 63   | 62   | 65   | 66   | 67   | 67   | 65   | 66   | ⌀ | 64,8 |

| 8,4 |

| 9,4 |

| 11,3 |

| 13,8 |

| 16,3 |

| 19,7 |

| 21,8 |

| 22,4 |

| 21,6 |

| 18,6 |

| 14,1 |

| 9,8 |

| 8,4 |

| 9,4 |

| 11,3 |

| 13,8 |

| 16,3 |

| 19,7 |

| 21,8 |

| 22,4 |

| 21,6 |

| 18,6 |

| 14,1 |

| 9,8 |

## Geschichte

### Altertum

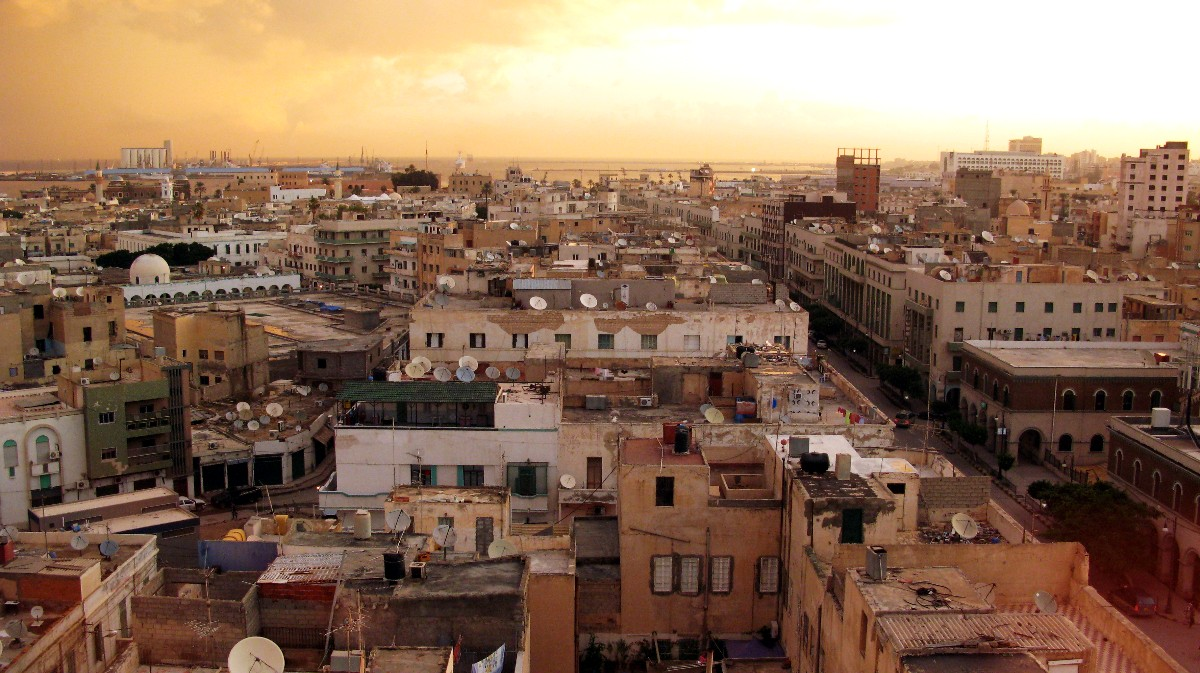
Altstadt von Tripolis

Die Stadt Tripolis wurde im 7. Jahrhundert v. Chr. von den Phöniziern unter dem Namen Oea gegründet. Im antiken Griechenland wurde die Region der drei Städte Oea, Sabratha und Leptis Magna „Drei Städte“ (griechisch Τρίπολις) genannt. Später ging der Name der Region auf die größte dieser drei Städte über. Tripolis bildete im Altertum ein mittelbares Gebiet Karthagos, die sogenannte Regio Syrtica.
Nach dem zweiten Punischen Krieg wurde es von den Römern Numidien überlassen und nach dessen Unterwerfung der römischen Provinz Africa zugeschlagen. Unter Septimius Severus wurde im 3. Jahrhundert n. Chr. die Provincia Tripolitana mit Oea als Hauptstadt gebildet, auf die sodann der Name Tripolis überging. Die wirtschaftliche Blütezeit endete mit dem Niedergang des Römischen Reichs.
Nach Einfällen nomadischer Völker und der Vandalen sank die Bevölkerung von etwa 30.000 auf 7.000 Menschen.

### Mittelalter
Nach der Islamischen Expansion der Araber im 7. Jahrhundert teilte Tripolis die Geschicke der Berberei. 1146 eroberten die Normannen Tripolis und installierten dort die Familie der Ibn Matruh als Vasallen. Diese rebellierte 1158 und unterwarf sich 1160 der Herrschaft der Almohaden. 1228 stellte sich die Stadt unter die Herrschaft der Hafsiden. Die Kontrolle der Almohaden und Hafsiden über Tripolis war zumeist nominell. Die Stadt blieb oft den Bedrohungen durch die umliegenden Stämme und europäischen Invasoren ausgeliefert. 1324 erlangten die Banu Thabit die Herrschaft über Tripolis. 1354 plünderte der Genoese Filippo Doria mit einer Flotte die Stadt und verkaufte diese an Ahmad bin Makki, der sich unter die Oberherrschaft der Meriniden stellte. Die Banu Thabit konnten 1370 die Herrschaft zurückerlangen. 1401 gelangte Tripolis wieder unter die Herrschaft der Hafsiden. 1460 rebellierte ein lokaler Scheich namens Mansur gegen die Hafsiden. Er und seine Nachkommen herrschten über Tripolis bis 1510, als die Stadt vom spanischen Graf Pietro von Navarra erobert und ein spanischer Statthalter eingesetzt wurde. Kaiser Karl V. überließ sie 1530 den Johannitern als Lehen.
1551 wurde Tripolis von Osmanen unter Turgut Reis (Dragut) erobert, der daraufhin vom Sultan zum Bey von Tripolis ernannt wurde. Tripolis wurde zur Provinz des Osmanischen Reichs, die von einem Statthalter regiert wurde, der den örtlichen Titel eines Bey trug. Der verfügte über eine Verwaltung aus lokalen osmanischen Beamten und ein Korps von Janitscharen, die in Anatolien rekrutiert wurden. Qādī war ein Hanafit, obwohl die meisten Bewohner Mālikiten waren. Zu Beginn des 17. Jahrhunderts rissen die lokalen Janitscharen die Macht an sich und ihr gewählter Sprecher, der Dey, teilte sie sich mit dem Statthalter. Tripolis konnte wegen fehlender Ressourcen kein Heer unterhalten, es gab kaum landwirtschaftliche Flächen, seine wenigen Städte waren klein. Es unterhielt aber eine Kriegsmarine, die für Kaperunternehmen gegen die Handelsschifffahrt europäischer Staaten verwendet wurde. Die Militärkommandanten der „Piraten der Barbarenküste“ bildeten in Tripolis wie auch in der osmanischen Provinz Tunis eigene Dynastien, waren aber keine unabhängigen Monarchen, sondern wurden weiterhin vom osmanischen Sultan eingesetzt. Eine soziale Elite, die Kuloğlu, entstand aus der Verbindung von Janitscharen mit libyschen Frauen. 1635 wurde Bengasi eine Besitzung von Tripolis. 1685 wurde die Stadt von der französischen Flotte bombardiert.

### Neuzeit
1711 machte sich der türkische Pascha Ahmad Qaramanli (der Große) fast unabhängig von der Hohen Pforte, indem er nur noch Tribut zahlte, und begründete die Dynastie der Qaramanli (1711–1835). Der 1728 unternommene Kriegszug der Franzosen gegen Tripolis endete mit der fast gänzlichen Zerstörung der Stadt. 1801 kam es wegen des Seeräuberunwesens zum Amerikanisch-Tripolitanischen Krieg. Erst die französische Eroberung Algiers 1830 machte der auch von Tripolis ausgehenden Seeräuberei ein Ende.
1835 sah sich die Pforte durch die in Tripolis herrschende innere Zerrüttung zum Einschreiten veranlasst und machte der Herrschaft der Familie Karamanli ein Ende, worauf Tripolis als Eyâlet (1866 Vilâyet) dem Osmanischen Reich einverleibt wurde. Tripolis erwies sich für die osmanischen Steuerpächter als ein einträglicher Handelsplatz, der noch 1881 Sklaven mit bis zu 400 % Gewinnmarge über Alexandria nach Istanbul exportierte, auch wenn ein osmanischer Ferman den Sklavenhandel offiziell bereits im Januar 1857 verboten hatte. Die europäische Kolonisierung Subsahara-Afrikas brachte den Karawanenhandel nach Tripolitanien zu Beginn des 20. Jahrhunderts zum Erliegen. Damit endete spätestens um 1911 auch der Sklavenexport via die Kyrenaika.

### Moderne
1901 gab es Proteste gegen die Einberufung zum Militärdienst, die in antijüdische Übergriffe ausarteten. Zur Überraschung der Juden beendete der Gouverneur die Übergriffe mit Gewalt. Im Italienisch-Türkischen Krieg wurde Tripolis 1911 von Italien besetzt. Dabei trat Italien mit dem Anspruch an, die Libyer vom türkischen Joch befreien zu wollen. Dessen ungeachtet leistete die Bevölkerung zunächst jedoch starken Widerstand. Den brutalen Krieg gegen die Zivilbevölkerung beschrieb Gottlob Krause im Herbst 1911 ausführlich für das Berliner Tageblatt aus Tripolis:

„Die Italiener sind zwar nach den Worten ihrer Proklamationen zu dem Zweck in dies ihnen nicht gehörende Land gekommen, diese arme Bevölkerung zu ‚erlösen‘, sie vom türkischen ‚Joch‘ zu befreien, aber diese ‚Erlösung‘ ist für nicht wenige der Tod, für alle Jammer und Angst, für viele Elend und Hunger.“

Im Ersten Weltkrieg suchten auch Libyer Arbeit in Frankreichs Détachements des travailleurs coloniaux, so beispielsweise der um 1877 geborene Tripolitaner Mabrouk ben Mohamed Boubila, der am 14. Februar 1918 in Paris von spanischen Arbeitern erstochen wurde. Unter dem italienischen Kolonialregime, ab Oktober 1922 faschistisch und unter dem Kommando des Gouverneurs Giuseppe Volpi, kam es zu massiven Versuchen der Italianisierung durch forcierte Zuwanderung und Assimilierung; zeitweilig zählte die Stadt etwa ein Drittel italienischer Bevölkerung. Diese kamen meist aus Sizilien oder waren Tunesien-Italiener. Unter dem Einfluss der faschistischen Anwerbung gelang schließlich 1938, im propagandistisch aufbereiteten Einzug der Ventimilla – von 20.000 italienischen Siedlern –, auch die Ansiedlung von Norditalienern. Die Italiener ließen für den schnellen Truppentransport die Küstenstraße La Litoranea errichten.
1931 beherrschten 5 % der Muslime Libyens Italienisch mündlich und schriftlich. Juden in Tripolis beherrschten es zu 44 %. Mit 5,5 % lag ihr Bevölkerungsanteil im arabischen Vergleich relativ hoch. Viele nahmen die italienische Staatsbürgerschaft an. Sie lebten traditionell in den Stadtteilen Hara al-Kabira und Hara al-Saghira, doch hatten bis 1917 bereits 40 % Wohnsitz außerhalb davon genommen. Ab 1938 galten die Leggi razziali. Im August 1942 bauten die Faschisten das Lager Sidi-Azzaz, eines der italienischen Konzentrationslager, 150 km östlich von Tripolis. Ein anderes Lager war in Giado. Alle männlichen Juden von 15 bis 45 Jahren wurden dorthin deportiert, nachdem sie sich ab Anfang Juli 1942 zur Zwangsarbeit hatten registrieren müssten. Am 23. Januar 1943 nahmen Truppen unter dem Kommando von Bernard Montgomery Tripolis ein. 1945 kam es zum antisemitischen Pogrom von Tripolis, wobei etwa 140 Juden starben. Ein weiterer blutiger Pogrom folgte 1948.
Im Zweiten Weltkrieg hatten britische Truppen am 23. Januar 1943 die Stadt besetzt. Im Vertrag von Benghazi wurde den USA ab 1954 der Stützpunkt Wheelus Field (Mellaha) nahe Tripolis zugesichert. Nach der Unabhängigkeit 1951 unter König Idris und der Bildung eines Einheitsstaates wurde Tripolis 1963 Hauptstadt des Landes. Die wirtschaftlich dominierende Rolle der italienischen Minderheit blieb von diesen politischen Veränderungen zunächst weitgehend unberührt. Nach der Machtübernahme durch das libysche Revolutionsregime im Sommer 1969 verließen bis Oktober 1970 die verbleibenden Italiener die Stadt. Symbolhafte bauliche Veränderungen, wie der Umbau der Kathedrale von Tripolis zu einer Moschee, oder die Verstaatlichung der Filialen der Banco di Roma und Banco di Napoli verdeutlichten die neuen Machtverhältnisse. Langfristig installierte sich Muammar al-Gaddafi als Alleinherrscher über Tripolis und ganz Libyen.
1964 wurden antiisraelische Demonstrationen von der Polizei niedergeschlagen. Bei Ausbruch des Sechstagekriegs kam es 1967 zu Übergriffen und Zerstörungen gegen Ausländer und die verbleibenden libyschen Juden. Durch die Erdölexporte finanziert, verfügte Tripolis über eines der höchsten materiellen Lebensniveaus in Afrika. Auf dem Militärgelände 2. März und in Beni Walid wurde in den 1980er Jahren die Islamische Legion ausgebildet. 1986 war die Stadt in der sogenannten Operation El Dorado Canyon Ziel US-amerikanischer Luftangriffe, die von der US-Regierung als Vergeltung für die vermeintliche Unterstützung terroristischer Aktivitäten durch Libyen befohlen wurden. Aus Protest gegen die Oslo-Abkommen wurden Palästinenser 1993 ausgewiesen.

### Bürgerkrieg 2011
Während des libyschen Bürgerkriegs war die Stadt bis zu ihrer Eroberung durch libysche Rebellen im August 2011 fest im Griff der Gaddafi-Regierung, die dort auch ihren Hauptsitz hatte. Demonstrationen wie im östlichen Landesteil wurden schnell aufgelöst. Im Laufe des internationalen Militäreinsatzes war Tripolis daher mehrfach Bombenangriffen der NATO ausgesetzt.
Tripolis wurde nach dem Ende des Bürgerkrieges von Milizen beherrscht. Genannt wurden meist:
- der Revolutionsrat von Tripolis unter Abdullah Naker (auch Abdullah al-Zintani), der den Brigaden von Sintan zugerechnet wird. Seine Einheiten kontrollierten den Tripoli International Airport bis zu seiner Übergabe an die Regierung im April 2012.[17] Nakar hat angekündigt, eine politische Partei zu gründen.[18]
- die Einheiten des Militärrats von Tripolis unter Abd al-Hakim Balhadsch, dem ehemaligen Anführer der Libyschen Islamischen Kampfgruppe. Balhadsch wird finanzielle Unterstützung aus dem Emirat Katar nachgesagt.[19][20]
- die Einheiten des Militärrates von Misrata
- die Einheiten der Libyschen Armee, die zunächst von Stabschef Khalifa Haftar geführt wurden. Am 3. Januar wurde Haftar durch Yousef al-Manqoush abgelöst.[21] Haftar hatte die Entwaffnung der Milizen vorangetrieben, soll dabei aber zu sehr an seiner eigenen Macht interessiert gewesen sein. Al-Manqoush hat gute Verbindungen zu Verteidigungsminister Usama al-Dschuwaili, der das Militärkomitee von Sintan anführt, das seinerseits mit dem Revolutionsrat von Tripolis in Verbindung steht.[22]

### Bürgerkrieg seit 2014
Nach Ausbruch des neuen Bürgerkrieges in Libyen wurde die Stadt im September von den Milizen der Gegenregierung eingenommen. Seitdem fungiert sie als Sitz der Gegenregierung und des von ihr wieder eingesetzten alten Parlamentes. Im Sommer und Herbst 2014 wurde die Stadt Ziel von Luftangriffen durch die Streitkräfte General Haftars, Ägyptens und den Streitkräften der Vereinigten Arabischen Emirate. Im Zuge des Friedensprozesses unter Leitung der UN wurden die Luftangriffe auf Tripolis vonseiten der international anerkannten Regierung zunächst ausgesetzt.

### Bevölkerungsentwicklung
Die folgende Übersicht zeigt die Einwohnerzahlen nach dem jeweiligen Gebietsstand. Die Einwohnerentwicklung seit 1970 ist zum Teil auf Eingemeindungen zurückzuführen. Durch den Bürgerkrieg ist eine deutliche Abnahme zu verzeichnen, 2021 lebten hier nur noch 1,17 Millionen Menschen.

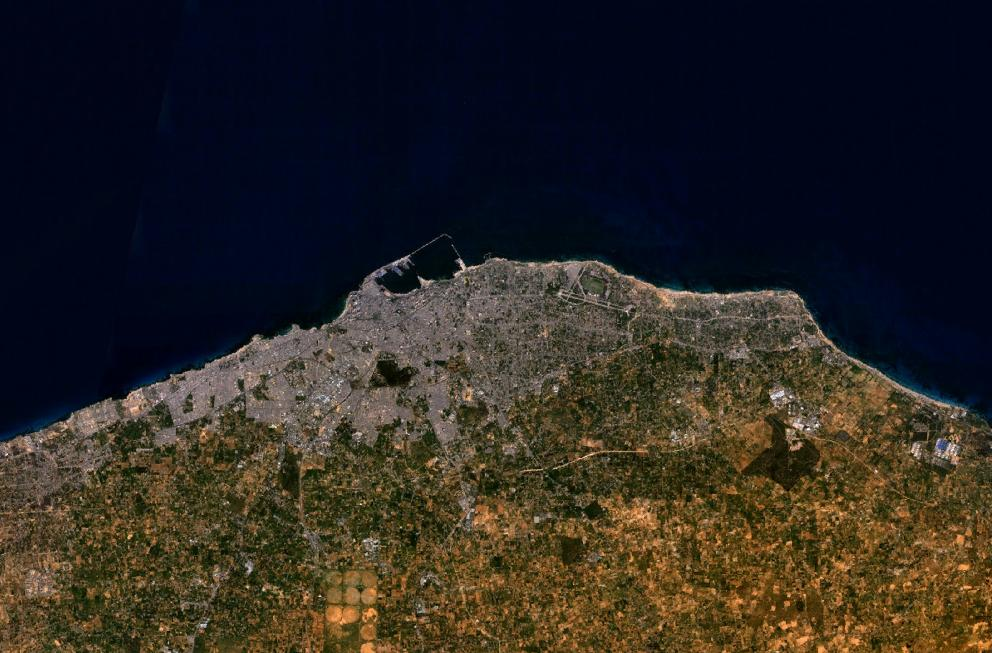
Satellitenbild von Tripolis

| Jahr | Einwohner |
| ---- | --------- |
| 1890 | 40.000    |
| 1905 | 30.000    |
| 1911 | 29.800    |
| 1915 | 50.000    |
| 1929 | 65.900    |
| 1931 | 74.700    |
| 1936 | 98.900    |
| 1938 | 108.200   |

| Jahr | Einwohner |
| ---- | --------- |
| 1954 | 129.700   |
| 1960 | 183.500   |
| 1964 | 212.600   |
| 1970 | 264.000   |
| 1973 | 481.295   |
| 1978 | 550.400   |
| 1984 | 591.062   |
| 2005 | 1.150.990 |
| 2007 | 1.780.000 |

## Stadtbild

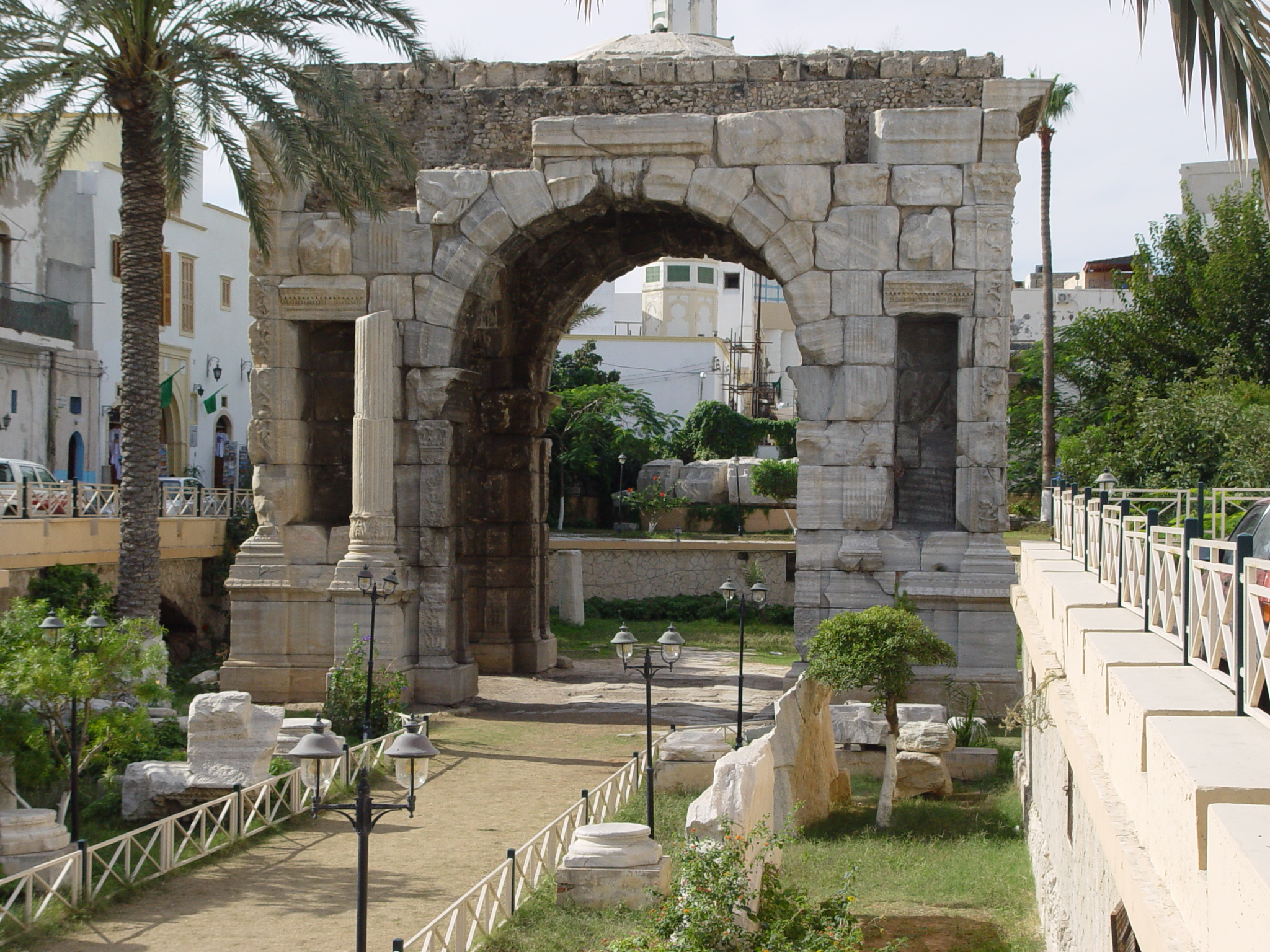
Ehrenbogen für Kaiser Marcus Aurelius

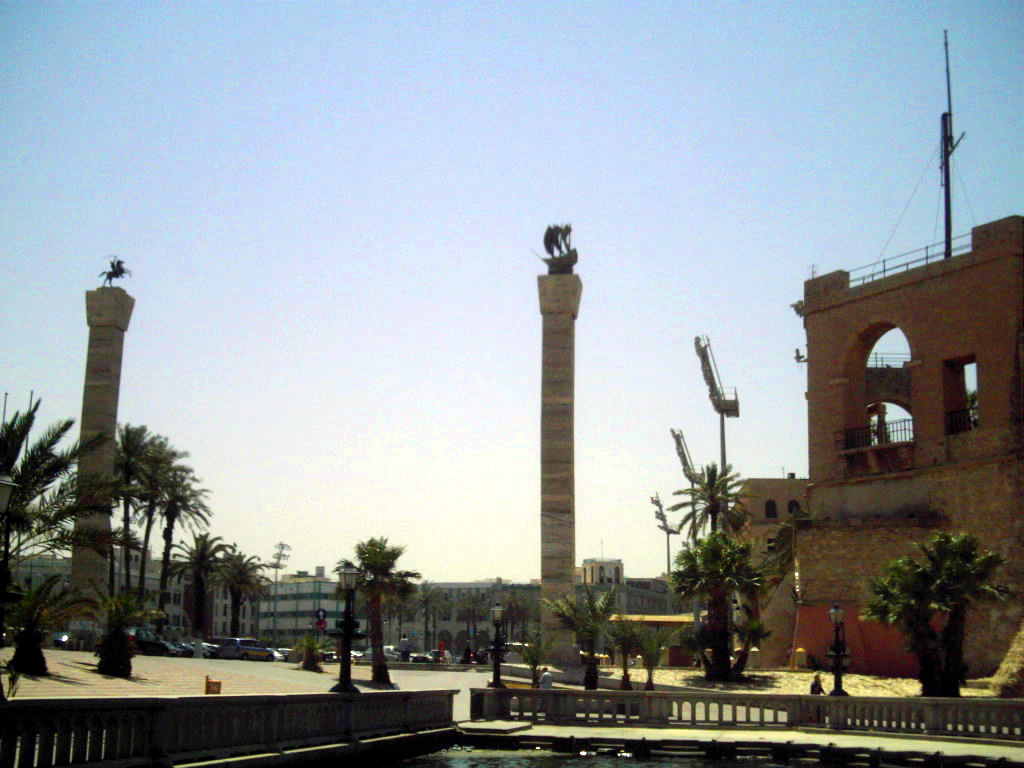
Festung as-Saraya al-Hamra

### Museen
Zu den zahlreichen Museen der Stadt gehören:
- Naturhistorisches Museum
- Archäologisches Museum
- Ethnographisches Museum
- Epigraphisches Museum: mit Schriften aus der phönizischen, römischen und byzantinischen Periode
- Islamisches Museum

### Bauwerke
Bedeutende Bauwerke in Tripolis sind:
- römischer Ehrenbogen, errichtet für Kaiser Marcus Aurelius um 180 n. Chr.
- Moschee Qaramanli
- Moschee Gurgi
- spanische Hafen-Festung aus dem 16. Jahrhundert
- ehemalige Kathedrale von Tripolis: Das Gebäude wird heute als Moschee genutzt und trägt den Namen Gamal Abdel Nassers.
- ehemaliger Gouverneurspalast in der Gaddafi-Ära, umgewandelt in das Museum der Dschamahirija

### Friedhof
Auf dem 2012 angelegten Friedhof Bir al-Osta Milad sind zahlreiche namenlose, auf ihrer Flucht nach Europa ertrunkene Menschen, deren Leichen vor der libyschen Küste angespült wurden, beigesetzt.

## Wirtschaft
Baumaterial, Nahrungsmittel, Textilien, Kleidung und Tabakprodukte werden in der Stadt hergestellt. Im Nutzfahrzeugsektor ist die Trucks and Bus Company mit einem Zweitwerk in Tripolis ansässig. Durch die Position als Marktführer im Inland ist das Unternehmen zudem einer der wichtigen Arbeitgeber in der Region.
Auch die nationale Wertpapierbörse – der Libyan Stock Market befindet sich hier.
In einer Rangliste der Städte nach ihrer Lebensqualität belegte Tripolis im Jahr 2018 den 218. Platz unter 231 untersuchten Städten weltweit.

## Verkehr
In Tripolis kreuzen sich zwei transafrikanische Straßenrouten:
- Trans-African Highway  (TAH 1), Kairo-Dakar-Highway
- Trans-African Highway  (TAH 3), Tripolis-Windhoek-(Kapstadt)-Highway

Die größte Stadt in Libyen verfügt gleichzeitig über dessen wichtigsten Hafen und ist Zentrum des Handels und der Produktion des Landes. Der internationale Flughafen Tripolis liegt 34 km südlich des Zentrums. Seine Kapazität (2007: 1,5 Millionen Passagiere) soll demnächst durch 2 neue Terminals auf 20 Millionen Passagiere erweitert werden.

## Bildung
In Tripolis befinden sich die Universität Tripolis (ehemals Al-Fatih-Universität), Hochschule für Kunst und Kunsthandwerk, Hochschule für Elektronik, Hochschule für Technologie und die Hochschule für Telekommunikation.
In der Stadt sind auch die Nationalarchive mit einer großen Sammlung von Dokumenten zur Geschichte von Tripolitanien und die Regierungsbibliothek untergebracht.

## Sport
Die Stadt ist Heimat zweier der erfolgreichsten und populärsten Fußballvereine des Landes: Al-Ittihad Tripolis und Al-Ahly Tripolis. Beide Klubs zählen regelmäßig zu den Titelanwärtern in der libyschen Premier League und tragen das traditionsreiche Tripolis-Derby aus, das zu den meistbeachteten Sportereignissen Libyens gehört. Die Begegnungen finden im Tripoli International Stadium statt, das Platz für über 60.000 Zuschauer bietet.
Der Grand Prix von Tripolis (Gran Premio di Tripoli) wurde 1925 bis 1930 in Tripolis und von 1933 bis 1940 auf dem Autodromo della Mellaha ausgetragen.
1976 fand in Tripolis die Schachgegenolympiade 1976 statt.

## Söhne und Töchter der Stadt
- Abd al-Hakim Balhadsch (* 1966), Anführer der Terrororganisation Libysche Islamische Kampfgruppe
- Dylan Fowler (* 1956), walisischer Gitarrist, Komponist und Arrangeur
- Ayesha al-Gaddafi (* 1976), Tochter von Muammar al-Gaddafi
- Hannibal al-Gaddafi (* 1975), vierter Sohn von Muammar al-Gaddafi
- Mutassim Gaddafi (* zw. 1974 und 1977; † 2011), Armeeoffizier, Sohn von Muammar al-Gaddafi
- as-Saadi al-Gaddafi (* 1973), Fußballspieler, Fußballfunktionär und Filmproduzent
- Saif al-Arab al-Gaddafi (um 1982–2011), sechster Sohn von Muammar al-Gaddafi
- Saif al-Islam al-Gaddafi (* 1972), zweitältester Sohn von Muammar al-Gaddafi
- Claudio Gentile (* 1953), italienischer Fußballspieler und -trainer
- Hala Gezah (* 1989), Sprinterin
- Schukri Ghanim (1942–2012), von 2003 bis 2006 Generalsekretär des Allgemeinen Volkskomitees von Libyen (Premierminister)
- Safwan Khalil (* 1986), australischer Taekwondoin
- Hala Misrati (* 1980), Fernsehmoderatorin
- Jamal Mohammed (* 1983), Fußballspieler
- Rossana Podestà (1934–2013), italienische Filmschauspielerin
- Rida al-Tubuly (* 1967), Pharmakologin und Frauenrechtsaktivistin
- Adriano Visconti (1905–1945), italienischer Jagdflieger im Zweiten Weltkrieg
- Mustafa Wendland (* 1992), Handballtorwart

## Städtepartnerschaften
- Kairo
- Algier
- Beirut
- Belgrad
- Belo Horizonte (seit 2003)
- Izmir
- Madrid
- Sarajevo (seit 1976)